# هاميش ماكدونالد (صحفي)
هاميش ماكدونالد (بالإنجليزية: Hamish Macdonald)‏ هو صحفي ومذيع أخبار أسترالي، ولد في 17 مايو 1981 في سيدني في أستراليا.